# Rhacodactylus auriculatus
Espèce
Synonymes
- Platydactylus auriculatus Bavay, 1869
- Ceratolophus hexaceros Bocage, 1873

Statut de conservation UICN

 LC  : Préoccupation mineure
Rhacodactylus auriculatus est une espèce de geckos de la famille des Diplodactylidae.

## Répartition
Cette espèce est endémique de Nouvelle-Calédonie. Elle se rencontre du nord au sud de la Grande Terre.

## Description

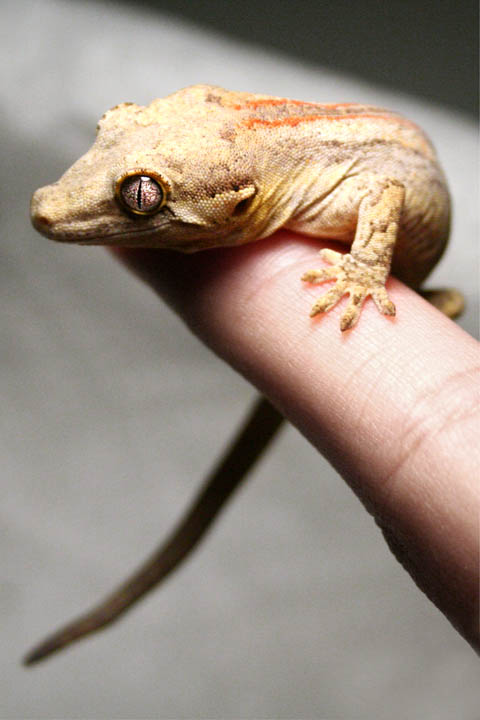
Rhacodactylus auriculatus

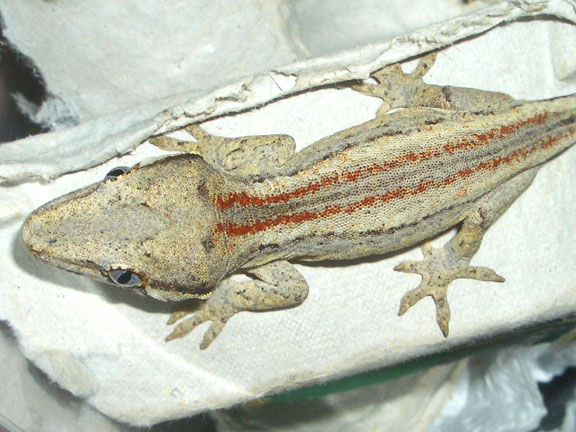
Rhacodactylus auriculatus

C'est un gecko de relativement grande taille.
La peau a un aspect granuleux. Les couleurs sont le gris, le beige et le marron plus ou moins marqué, alternées sous forme de bandes très irrégulières.
Des excroissances sont présentes sur la tête, au niveau des yeux, formant des sortes de cils.
Les mâles présentent un renflement de chaque côté de la base de la queue, logement des hémipénis.

## Paramètres climatiques
Cette espèce vit dans la forêt tropicale humide. Les températures vont de 21 à 25 °C durant la journée (au-delà de ces températures, il devient amorphe), et chutent d'environ 5 °C durant la nuit. L'humidité est élevée, avec une hygrométrie supérieure à 70 %.

## Éthologie
Les mâles sont territoriaux et se battent souvent entre eux en cas de promiscuité. C'est un gecko nocturne qui s'expose peu au soleil.

## Reproduction
La maturité sexuelle apparait vers un an, mais des reproductions trop précoces chez les femelles peuvent perturber la fin de la croissance.
Le mâle courtise la femelle durant environ deux à trois jours. Ensuite l'accouplement en lui-même ne dure que quelques secondes et celui-ci se répétera autant de fois que possible pendant deux mois.
Les femelles pondent deux œufs à la fois. L'incubation dure de deux à trois mois.

## Publication originale
- Bavay, 1869 : Catalogue des Reptiles de la Nouvelle-Calédonie et description d'espèces nouvelles. Mémoires Société linnéenne de Normandie, vol. 15, p. 1-37.